# نعمان العليا (المخادر)

تعديل مصدري - تعديل

نعمان العليا هي إحدى قرى عزلة المعشار بمديرية المخادر التابعة لمحافظة إب، بلغ تعداد سكانها 269 نسمة حسب تعداد اليمن لعام 2004.